# Korttidsdrivende hunde
Korttidsdrivende hunde er en gruppe af jagthunde, der er særligt velegnet til drivjagt og vildsvinejagt. Racerne, der anvendes på jagt i Danmark er bl.a. tysk jagtterrier og tysk wachtelhund.